# Велика Слива (річка)
Велика Слива, Слив'янка, канал Слив'янка — річка в Слуцькому районі Мінської області Білорусі, ліва притока річки Случ (басейн Дніпра).
Довжина річки 25 км. Починається меліоративним каналом за 1 км у напрямку на південний схід від села Муравищина. Впадає в Случ за 3 км на захід від села Велика Слива. Русло повністю каналізоване. Основний приток — струмок Муравищина (канал Муравищинський).